# Justicia gonzalezii
Justicia gonzalezii là một loài thực vật có hoa trong họ Ô rô. Loài này được (Greenm.) Henrickson & Hiriart mô tả khoa học đầu tiên năm 1988.